# Fialinistas
Se llaman fialinistas a los seguidores del sacerdote francés Fialino. 
En el año 1794 Fialino, cura de un lugar de Francia llamado Marsilly, persuadido a que iba a aparecer el profeta Elías, reunió a unas ochenta personas de ambos sexos en un bosque para salir al encuentro de aquel, encaminarse hacia Jerusalén y componer la república de Jesucristo. Les recomendó que no miraran a derecha, ni a izquierda, hacia arriba ni hacia abajo y les birló el dinero. Aquellos ilusos después de andar erráticos algún tiempo por los bosques tuvieron que volverse a sus casas y fueron el objeto de la mofa general. Fialin se casó y estableció una taberna en las inmediaciones de París. Al fin, fue desterrado a Nantes.